# Dong Tam Long An FC
El Đồng Tâm Long An es un equipo de fútbol de Vietnam que participa en la V-League, la liga de fútbol más importante del país.
Fue fundado en el año 2000 en la localidad de Tân An, en la provincia de Long An. A pesar de su corta existencia, ha sido uno de los equipos más fuertes en la década del 2000. Actualmente es dirigido por el berissense Marcelo Zuleta

## Palmarés
- V-League: 2

2005, 2006
- - Sub-Campeón: 3

2003, 2007, 2008
- Copa de Vietnam: 1

2005
- Super Copa de Vietnam: 1

2006
- Primera División de Vietnam: 1

2001-02

## Participación en competiciones de la AFC
- Champions League: 2 apariciones

2006 - Fase de grupos
2007 - Fase de grupos
| Temporada | Competición                 | Ronda          |                                       | Club                    | Casa | Visita |
| --------- | --------------------------- | -------------- | ------------------------------------- | ----------------------- | ---- | ------ |
| 2006      | Liga de Campeones de la AFC | Fase de grupos | Bandera de la República Popular China | Shanghai Shenhua        | 2-4  | 1-3    |
| 2007      | Liga de Campeones de la AFC | Fase de grupos | Bandera de Corea del Sur              | Seongnam Ilhwa Chunma   | 1-2  | 1-4    |
|           |                             | Fase de grupos | Bandera de Australia                  | Adelaide United         | 0-2  | 0-3    |
|           |                             | Fase de grupos | Bandera de la República Popular China | Shandong Luneng Taishan | 2-3  | 0-4    |

## Entrenadores
| Nombre                   | País                  | Periodo   | Logros |
| ------------------------ | --------------------- | --------- | ------ |
| Henrique Calisto         | Bandera de Portugal   | 2001-2002 |        |
| Henrique Calisto         | Bandera de Portugal   | 2003-2008 |        |
| Ernaldo De Melo Patricio | Bandera de Brasil     | 2008      |        |
| Trần Công Minh           | Bandera de Vietnam    | 2008      |        |
| José Luis                | Bandera de Portugal   | 2009-2010 |        |
| Trần Công Minh           | Bandera de Vietnam    | 2010      |        |
| Ricardo Formosinho       | Bandera de Portugal   | 2010      |        |
| Marcelo Javier Zuleta    | Bandera de Argentina  | 2010-2011 |        |
| Marco Cerqueira          | Bandera de Brasil     | 2011      |        |
| Simon McMenemy           | Bandera de Inglaterra | 2011      |        |
| Ranko Buketa             | Bandera de Croacia    | 2011-     |        |
| Marcelo Javier Zuleta    | Bandera de Argentina  | 2012-2013 |        |

## Jugadores destacados
- Phan Thanh Bình
- Phan Văn Tài Em
- Nguyễn Minh Phương
- Phan Văn Santos
- Nguyễn Việt Thắng
- Lê Tostao
- Antonio Carlos
- Filip Madzovski